# Sierra Burgess Is a Loser
Sierra Burgess Is a Loser ist eine US-amerikanische Jugend-Filmkomödie aus dem Jahr 2018 von Regisseur Ian Samuels mit Shannon Purser, Kristine Frøseth, RJ Cyler und Noah Centineo in den Hauptrollen. Das Drehbuch von Lindsey Beer ist eine moderne Nacherzählung der Geschichte von Cyrano de Bergerac.
Sierra Burgess Is a Loser wurde am 7. September 2018 weltweit auf dem Video-on-Demand-Portal Netflix veröffentlicht.

## Handlung
Sierra Burgess ist ein kluges, aber unbeliebtes Mädchen, das gerne an der Stanford University studieren will. Die beliebte, aber hinterhältige Veronica versucht häufig, Sierras Leben runterzumachen und überschüttet sie mit gemeinen Sprüchen und Kommentaren über ihr Aussehen. Als Jamey, ein süßer Footballspieler, Veronica nach ihrer Nummer fragt, gibt sie ihm stattdessen Sierras Nummer. Veronica hat Jamey die falsche Nummer gegeben, weil sie einen Freund hat, Spence, der auf dem College ist.
Diese Lüge führt dazu, dass Jamey Sierra SMS schreibt und glaubt, dass sie Veronica ist. Nachdem Sierra und Jamey eine Weile miteinander SMS geschrieben und miteinander geflirtet haben, beginnt Sierra, Jamey zu mögen. Ihr ist klar, dass er denkt, er schreibt mit jemand Anderem. Sierra erzählt ihrem besten Freund Dan, dass sie einen Typen getroffen hat. Dan warnt sie, weiter Kontakt mit Jamey zu halten, da sie nur unglücklich wird.
Als Sierra erfährt, dass Jamey glaubt, dass er mit Veronica textet, nähert sich Sierra Veronica an. Da Veronica wegen der kürzlichen Trennung von Spence untröstlich ist, bietet Sierra ihr an, Veronica Nachhilfe zu geben, damit sie intelligenter wirkt. Während der Nachhilfe erfährt Sierra mehr über Veronicas frustrierendes Familienleben und beginnt sich mit ihr anzufreunden. Eines Nachts ruft Jamey Sierra über Video an. Veronica erscheint vor dem Bildschirm, während Sierra im Hintergrund das Gespräch führt. Da die Synchronisation der beiden nicht stimmt, beendet Jamey den Anruf. Die beiden lachen zusammen über die Situation und werden zu Freundinnen.
Als Jamey Sierra, die er für Veronica hält, nach einem Date fragt, geht Veronica als Gefallen für Sierra mit ihm. Als er jedoch versucht, Veronica zu küssen, sagt Veronica ihm, er solle seine Augen schließen und Sierra küsst ihn stattdessen, und Jamey glaubt, dass er Veronica geküsst hat.
Vor einem Footballspiel küsst Jamey Veronica. Veronica ist wütend auf Jamey, weil sie das Gefühl hat, Sierra verraten zu haben. Jamey versteht nicht, warum sie wütend ist, weil er glaubt, dass sie die Person war, die er bei ihrem Date geküsst hat. Sierra sieht den Kuss und glaubt, dass Veronica ihn absichtlich geküsst hat. Als Rache beschließt sie, die Tatsache aufzudecken, dass Veronica von ihrem Ex-Freund über SMS abserviert wurde. Während des Footballspiels erzählt Veronica wütend Jamey die Wahrheit, und als eine panische Sierra versucht sich zu verteidigen und zu erklären, erkennt er ihre Stimme. Jamey ist schockiert von den Ereignissen und will, dass sich Sierra und Veronica von ihm fernhalten. Auch Dan ist von seiner besten Freundin enttäuscht und sagt, dass er sie nicht wiedererkennt.
Sierra schreibt ein Lied namens Sunflower und sendet es als Entschuldigung an Veronica. Veronica schickt das Lied an Jamey und erzählt ihm, was für ein großartiges Mädchen Sierra wirklich ist. Er vergibt Sierra, küsst sie und lädt sie zum Homecoming-Ball ein. Auf dem Ball versöhnt sich Sierra mit Veronica und Dan.

## Hintergrund
Der Film wurde erstmals im September 2016 als moderne Nacherzählung der Cyrano-de-Bergerac-Geschichte angekündigt, die von Ian Samuels nach einem Drehbuch von Lindsey Beer inszeniert werden soll. Die männliche Hauptrolle wurde mit Ben Hardy besetzt. Zur selben Zeit wurde bekannt, dass Molly Smith und Thad Luckinbills Produktionsstudio Black Label Media den Film produzieren werden, wobei Beer ausführende Produzentin wird.
Die titelgebende Hauptrolle wurde Anfang Januar 2017 mit der aus Stranger Things bekannten Shannon Purser besetzt. Weitere zentralen Rollen gingen an RJ Cyler, Kristine Frøseth, Will Peltz, Lea Thompson, Alan Ruck und Chrissy Metz. Am 1. Februar 2018 wurde bekannt, dass Noah Centineo die männliche Hauptrolle übernehmen wird, und somit Hardy, der das Projekt verließ, ersetzen wird.
Im Juli 2017 gab Songwriter und Musiker Leland bekannt, dass er mit Bram Inscore Musik den Soundtrack für den Film komponiert. Außerdem enthüllte er, dass auch jeweils einen Song für Troye Sivan und Allie X geschrieben wurden, der in dem Film zu hören sei. Zudem wurde ein Originallied namens Sunflower zusammen mit der Drehbuchautorin Lindsey Beer geschrieben und von Shannon Purser gesungen.
Am 18. Januar 2018 wurde bekannt gegeben, dass Netflix die Rechte an dem Film erworben hat. Die Veröffentlichung fand weltweit am 7. September 2018 statt.

## Synchronisation
Die deutsche Synchronisation entstand nach einem Dialogbuch von Jan Fabian Krüger unter der Dialogregie von Michael Ernst durch die Synchronfirma RRP Media UG in Berlin.
| Schauspieler     | Rollenname           | Synchronsprecher   |
| ---------------- | -------------------- | ------------------ |
| Shannon Purser   | Sierra Burgess       | Lina Rabea Mohr    |
| Kristine Frøseth | Veronica             | Jodie Blank        |
| RJ Cyler         | Dan                  | Bastian Sierich    |
| Noah Centineo    | Jamey                | Sebastian Kluckert |
| Loretta Devine   | Ms. Thomson          | Traudel Sperber    |
| Lea Thompson     | Jules Osborn-Burgess | Gundi Eberhard     |
| Alan Ruck        | Stephen Burgess      | Bernd Vollbrecht   |
| Giorgia Whigham  | Chrissy              | Lisa Braun         |
| Alice Lee        | Mackenzie            | Anni C. Salander   |
| Mary Pat Gleason | Direktorin Stevens   | Isabella Grothe    |
| Chrissy Metz     | Trish                | Svantje Wascher    |
| Joey Morgan      | Topher               | Philip Süß         |
| Mario Revolori   | Rishi                | Dirk Stollberg     |
| Will Peltz       | Spence               |                    |

## Rezeption
Der Film erhielt überwiegend positive Kritiken. Bei Metacritic erhielt der Film einen Metascore von 60/100 basierend auf 14 Rezensionen, bei Rotten Tomatoes waren 65 Prozent der 23 Rezensionen positiv.
Markus Fiedler von Filmstarts.de urteilt über den Film: „Eine starke Shannon Purser, ein paar düstere Einsprengsel in der Handlung und ein guter Soundtrack geben diesem ansonsten recht süßen Netflix-Bonbon genug Geschmack, um trotz des Mangels an eigenen Ideen Spaß zu machen.“
Helden der Freizeit meint, dass der Film auf „emotionaler, moralischer und intellektueller Ebene […] durchaus gelungen“ sei. Außerdem urteilen sie, dass der „gute Cast den Streifen über den Durchschnitt hebe“.